# Zierzow
Die Gemeinde Zierzow gehört zum Amt Grabow im Landkreis Ludwigslust-Parchim in Mecklenburg-Vorpommern (Deutschland).

## Geografie und Verkehrsanbindung
Zierzow liegt im Süden des Landkreises Ludwigslust-Parchim. Zwei Landstraßen kreuzen sich hier. Die nächstgelegene Stadt Grabow befindet sich acht Kilometer westlich, von hier gelangt man auf die Bundesstraße 5 sowie zum Bahnhof an der Strecke Hamburg–Berlin. Vom Autobahnanschluss Parchim der Bundesautobahn 24 sind es elf Kilometer bis nach Zierzow. Durch das Gemeindegebiet fließt die Tarnitz südlich in Richtung Löcknitz.
Umgeben wird Zierzow von den Nachbargemeinden Muchow im Norden, Möllenbeck im Osten, Balow im Südosten, Prislich im Süden und Südwesten sowie Grabow im Nordwesten.

### Ortsteile
Das Gebiet der Gemeinde Zierzow besteht aus den Ortsteilen Kolbow und Zierzow.

## Geschichte
In der ersten urkundlichen Erwähnung des Mecklenburgischen Urkundenbuches aus dem Jahr 1312 verkaufte Markgraf Waldemar von Brandenburg dem Kloster Eldena zwei Hufen Land von Zierzow („Cyrsowe“). Kolbow wurde 1339 zum ersten Mal erwähnt, hierbei ging es ebenfalls um einen Landverkauf. Die Eingemeindung von Kolbow erfolgte zum 1. April 1969.
Die Gemeinde war bis 1990 vor allem durch die Landwirtschaft geprägt.

## Politik

### Gemeindevertretung und Bürgermeister
Der Gemeinderat besteht (inkl. Bürgermeister) aus 6 Mitgliedern. Die Wahl zum Gemeinderat am 26. Mai 2019 hatte folgende Ergebnisse:
| Partei/Bewerber         | Prozent | Sitze |
| ----------------------- | ------- | ----- |
| WG Kolbow               | 26,38   | 2     |
| FFW Zierzow             | 25,69   | 2     |
| Einzelbewerber Baarslag | 28,28   | 1     |
| Einzelbewerber Franke   | 19,66   | 1     |

Bürgermeister der Gemeinde ist Berend Baarslag.

### Dienstsiegel
Die Gemeinde verfügt über kein amtlich genehmigtes Hoheitszeichen, weder Wappen noch Flagge. Als Dienstsiegel wird das kleine Landessiegel mit dem Wappenbild des Landesteils Mecklenburg geführt. Es zeigt einen hersehenden Stierkopf mit abgerissenem Halsfell und Krone und der Umschrift „GEMEINDE ZIERZOW“.

## Sehenswürdigkeiten

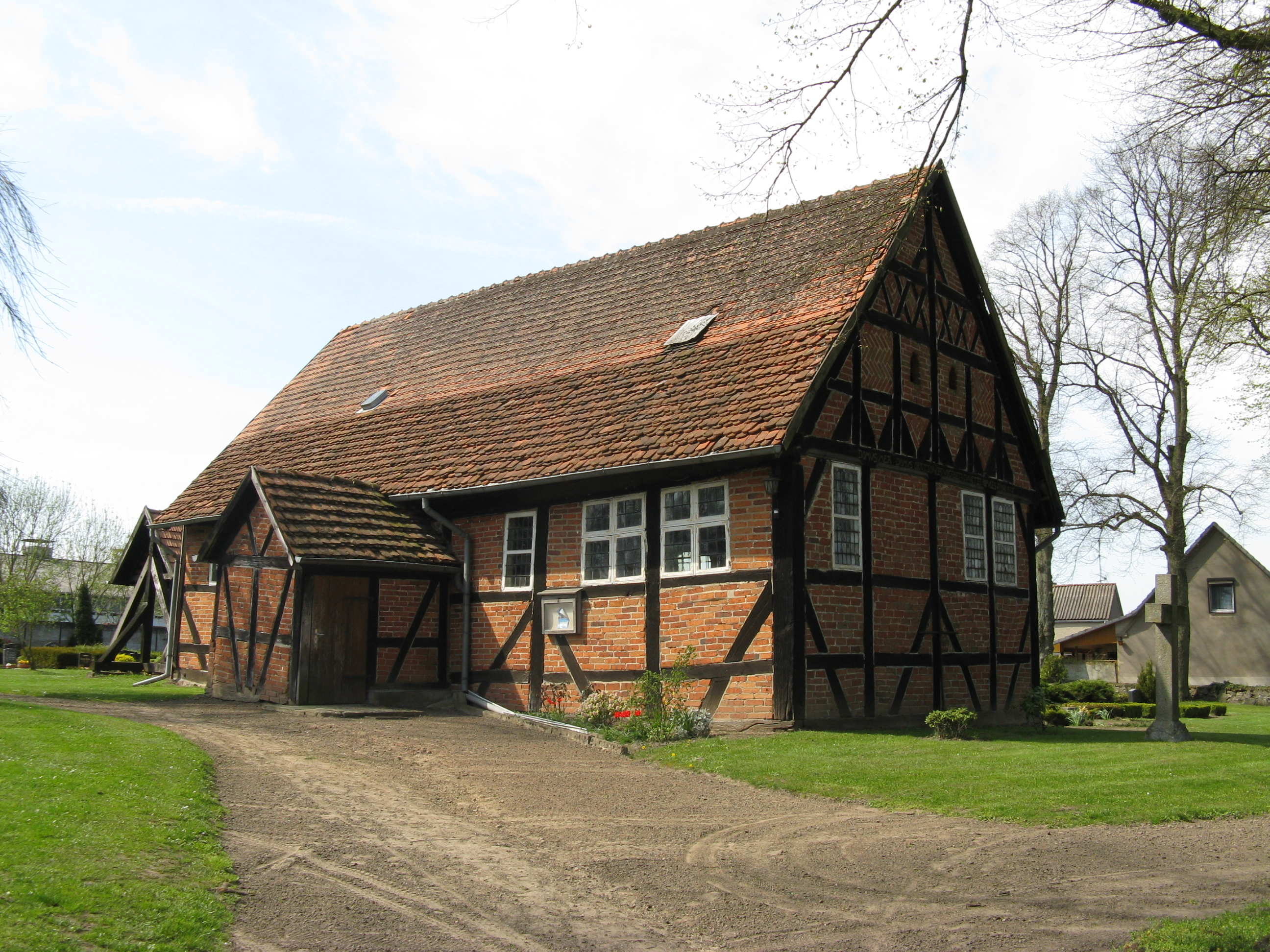
Dorfkirche Zierzow

- Einfache Fachwerkkirche vom Ende des 16. Jahrhunderts (1572) mit verbrettertem Giebel und mit freistehendem Glockenstuhl.

→ Siehe auch Liste der Baudenkmale in Zierzow